# Benzofenona
La 'benzofenona' és una cetona aromàtica. És un compost important en fotoquímica orgànica, perfumeria i com a reactiu en síntesi orgàniques. És una substància blanca cristal·lina, insoluble en aigua i amb olor de roses. El seu punt de fusió és de 49 °C i el seu punt d'ebullició de 305-306 °C.
La benzofenona actua com a filtre per a les radiacions UV, ja que és capaç d'absorbir-los (promovent els seus electrons a un estat excitat) i dissipar en forma de calor (en tornar els seus electrons a l'estat fonamental). Això és possible pel fet que la benzofenona té els seus estats de singlet i triplet energètica-ment molt junts.
A causa d'aquesta propietat, la benzofenona s'utilitza en productes com ara perfums i sabons per evitar que la llum ultraviolada degradi l'olor i el color d'aquests productes. També s'utilitza com a component de  protectors solars i es pot afegir en els plàstics d'embalatge perquè aquests bloquegin els raigs UV protegint el producte a l'interior.

## Síntesi

### Acilació de Friedel-Crafts
La benzofenona pot ser sintetitzada mitjançant una acilació de Friedel-Crafts entre el benzè i el clorur de benzoíl en presència d'un àcid de Lewis com el AlCl  3 .

### Addició de tetraclorur de carboni seguit d'hidròlisi
També pot ser sintetitzada per addició de tetraclorur de carboni en presència de  AlCl  3  a baixa temperatura, posteriorment s'hidrolitza el diclor difenil metà obtingut escalfant en presència d'aigua.